# 西念寺 (高岡市立野)
西念寺（さいねんじ）は、富山県高岡市立野にある真宗大谷派の寺院。山号は福田山。本尊は阿弥陀如来。

## 歴史
寺伝によると、大永2年（1522年）僧慶情が開基。石山合戦に第3世慶誓が門徒を率いて参戦したと伝えられている。現に法主顕如の感謝状が伝存している。また、聖徳太子信仰および太子講に重きを置く、真宗教団の古い伝統を伝えている（井波別院の太子伝会に参詣できなかった近隣の門徒の為に実施したと言われている絵解きを、8月22日～24日に勤修している）。現在の本堂は文化7年（1810年）の建立であり、富山県内では江戸期の遺構をよく残していると評価されている。今日的真宗寺院の本堂に比して、須弥壇の規模及び外陣の広さに対して、内陣は低く狭い。内陣と外陣の高低差は約30cmである。

## 文化財
- 阿弥陀如来像
- 太子絵伝
- 太子像

## 所在地
- 富山県高岡市立野2973番地

## 参考図書
- 高岡教育委員会編 北陸道1
- 富山県映像センター 富山の年中行事